# Jerònima Fàbregues
Jerònima Fàbregues, coneguda com na Pagesa, (Quadra de Vilanova del Camí, fl. 15?? – 16??) va ser una llevadora catalana. Fàbregues solia preparar ungüents que feia amb herbes i plantes remeieres i tenia fama de fetillera i d'alcavota. Quan va ser vella va ser jutjada per bruixeria. Les seves filles tenien un esperit massa lliure per a l’època, la qual cosa va reforçar, encara més, els arguments per acusar-la. Estava casada amb Francesc Pagès. Joan Pujol, fuster d'Igualada, va assegurar que, una nit passades les onze, va veure, a la torre del castell de la Quadra de Vilanova, una dona nua envoltada de boira espessa i amb un barret blanc al cap. Va testimoniar que, malgrat tenir por, la va seguir a certa distància i la va veure desaparèixer davant la casa d'en Francesc Pagès, i va dir reconèixer-la com l'esposa d'aquest.
Joan Pujol es considerava a ell mateix un caçador de bruixes. Així, el 1607, va acusar Jerònima Fàbregues de practicar la bruixeria i va relatar diverses situacions, en les que, presumptament, Fàbregues havia utilitzat els seus poders per fer maleficis i provocar morts i altres mals. En el judici, Pujol va exposar diversos casos basats en diferents testimonis. El primer cas va ser el d'una dona de la parròquia de Montbui, que, segons hauria explicat el rector d'aquella mateixa parròquia, havia mort embruixada per Fàbregues. El segon, acusava a Fàbregues d'haver llançar un mal d'ull sobre el seu propi germà i de provocar una pedregada. El tercer parlava de l'època en què Fàbregues era llevadora. El quart cas acusava a Fàbregues d'haver provocat mals físics i terrors nocturns a en Pere Llucià i al seu fill petit de tres mesos. Amb tot, aquestes acusacions, van exaltar el fanatisme de les gents de la Quadra de Vilanova, però també dels veïns dels termes propers, com ara, Igualada, Òdena, la Pobla de Claramunt, etc. Vist aquest enrenou, el governador de la Conca d’Òdena va ordenar escorcollar la casa de la Jerònima Pagès, però l'escorcoll no va aconseguir els fruits desitjats. Fàbregues va ser jutjada pel tribunal de Batllia d'Igualada el 1607. Tot i així, no ha transcendit el resultat de la sentència.
Entre els anys 1551 i 1614, període històric en que es van produir aquests fets, estan documentats amb detall més d'un centenar de judicis per bruixeria a Catalunya. A mitjans del segle xvi va tenir lloc la primera gran onada repressiva a les terres centrals i meridionals del Principat, en un context d'epidèmies i carestia. Moltes de les encausades van ser aleshores condemnades a penes de mort. El judici contra Jerònima Fàbregues és l'únic procés per bruixeria documentat l'any 1607, un any de crisi econòmica i de necessitats. En el mateix litigi, però, es va jutjar també a una altra dona, Margarida Vila, de La Pobla de Claramunt.